# Edinburgh Academy
L'Edinburgh Academy est un établissement scolaire privé écossais d'Édimbourg. Il est autogéré et auto-financé même si depuis 2006 il est assujetti à l'inspection royale britannique. L'établissement a été fondé en 1824. Le bâtiment original, dans Henderson Row dans le quartier New Town d'Édimbourg abrite maintenant l'enseignement secondaire. L'enseignement primaire est dans les bâtiments de Arboretum Road au nord des jardins botaniques royaux d'Édimbourg.
L'Edinburgh Academy est essentiellement une école de jour bien qu'elle ait eu jusqu'en 2007-2008 un petit pensionnat international dans un terrain adjacent aux terrains de jeux.

## Anciens élèves
- Craigie Aitchison peintre (EA 1933-7 & 1941-2)
- Frederick M Bailey, botaniste, découvreur de Mecanopsis baileyi.
- Leslie Balfour-Melville (1854-1937), sportif
- Robert Michael Ballantyne, auteur de littérature pour la jeunesse (EA 1835-37).
- Joseph Bell, ayant inspiré le personnage de Sherlock Holmes.
- Mike Blair, international écossais de rugby
- Ross Rennie international écossais de rugby
- Guy Berryman bassiste de Coldplay
- Michael Brown, architecte.
- John D Burgess, flûtiste, double médaillé d'or
- Francis Cadell, explorateur du fleuve Murray en Australie
- Francis Cadell, peintre coloriste.
- Nicky Campbell, animateur radio et présentateur de télévision (EA 1966-78).
- Charles Campbell (1854-1927), footballeur international écossais.
- Andrew Cunningham, amiral, victorieux à Taranto et Matapan durant la Seconde Guerre mondiale.
- William Cunningham, économiste
- Tam Dalyell, religieux de Chambre des Communes.
- Francis Douglas, effectua l'ascension de la Dent du Cervin avec Whymper et mourut lors du retour.
- Charles Falconer, Lord Chancellor.
- Alexander Penrose Forbes, évêque de Brechin (EA 1825-32).
- Charles Fulton, homme politique impliqué dans le scandale Profumo (EA 1934-9).
- Iain Glen, acteur (EA 1965-78).
- John Scott Haldane, physiologiste (EA 1870-76).
- Richard Burdon Haldane, Lord Chancellor, 'Father of the Territorial Army' (EA 1866-72).
- James Hector, explorateur et membre de l’Expédition Palliser, (EA 1844-45).
- William Hole, peintre (1846-1917)
- Fleeming Jenkin, professeur de sciences de l'ingénieur (EA 1875-81).
- Paul Jones, singer, actor and presenter, (EA 1958-60).
- James Eckford Lauder, peintre, auteur d'un portrait de James Watt, (EA 1824-8).
- Robert Scott Lauder le Jeune (Edimbourg), médecin de l'asile de Morningside, etc. (EA 1852-8)
- Magnús Magnússon, présentateur de télévision et traducteur d'origine islandaise, (EA 1935-48).
- James Clerk Maxwell, physicien (EA 1841-47).
- Catherine McQueen, mannequin et présentatrice de télévision model[1]
- Andrew Noble, ingénieur militaire et balisticien
- James Scott Cumberland Reid, homme politique et Law Lord.
- William Forbes Skene, historien écossais (EA 1826-29).
- William Smith, commissaire de la Police de Londres à l'époque des meurtres de Jack l'Eventreur.
- Sir Ninian Stephen, Gouverneur général d'Australie
- Kenneth Stevenson, évêque de Portsmouth.
- Robert Louis Stevenson, écrivain, (EA 1861-63).
- Allen Stewart, concepteur du viaduc de Forth
- John Innes Mackintosh Stewart, professeur d'université et auteur de roman à énigme(en tant que Michael Innes)
- Archibald Campbell Tait, Archevêque de Canterbury, (EA 1824-27).
- Frederick Guthrie Tait, fils de Peter Guthrie Tait, (EA 1881-83).
- Peter Guthrie Tait, physicist, (EA 1841-47).
- Iain Torrance, Président du séminaire de thélologie de Princeton (EA 1954-63).
- George Younger, (EA 1864-67).